# 原田潤
原田 潤（はらだ じゅん、1969年4月18日 - ）は、日本の歌手、子役である。

## 来歴・人物
平尾昌晃ミュージックスクール出身。一宮市立富士小学校、一宮市立北部中学校卒業。小学校時、親の離婚により清姓となり、清潤となる。
子役としての活動のほか、歌手としても活躍した。
その後、芸能界を引退したが、TV番組『あの人は今!?』で引退後の消息が取り上げられた。高校中退後、様々な職を経て名古屋市内の居酒屋「はら田さんち」で働きつつ芸能界復帰を目指してトレーニングを続けていたが、「はら田さんち」は経営不振のため、2010年夏に倒産した。
また、2008年5月18日にラゾーナ川崎PLAZAルーファ広場グランドステージで開催された水谷豊『TIME CAPSULE』発売記念イベントでは、観客として招待を受けたことが一部の芸能ニュースで報じられた。
2013年現在、名古屋市に在住。2014年現在、運送会社に勤めている。

## 音楽

### シングル
| 発売日               | 規格      | 規格品番  | 面        | タイトル                                               | 作詞       | 作曲      | 編曲      |
| CBSソニー            | CBSソニー | CBSソニー | CBSソニー | CBSソニー                                              | CBSソニー  | CBSソニー | CBSソニー |
| -------------------- | --------- | --------- | --------- | ------------------------------------------------------ | ---------- | --------- | --------- |
| 1978年10月1日        | EP        | 06SH-403  | A         | ぼくの先生はフィーバー                                 | 橋本淳     | 平尾昌晃  | 若草恵    |
| 1978年10月1日        | EP        | 06SH-403  | B         | DEAR TEACHER／ディア・ティーチャー                     | 橋本淳     | 平尾昌晃  | 若草恵    |
| 1980年4月21日        | EP        | 06SH-749  | A         | ヒロミ                                                 | 伊藤アキラ | 平尾昌晃  | 船山基紀  |
| 1980年4月21日        | EP        | 06SH-749  | B         | あなたは年上                                           | 伊藤アキラ | 平尾昌晃  | 船山基紀  |
| 1980年7月1日         | EP        | 06SH-803  | A         | ぼくはハト                                             | 山田典吾   | 平尾昌晃  | 若草恵    |
| 1980年7月1日         | EP        | 06SH-803  | B         | 星になった                                             | 山田典吾   | 平尾昌晃  | 若草恵    |
| エスエムイーレコーズ |           |           |           |                                                        |            |           |           |
| 2005年1月19日        | CD        | SECL-141  | 1         | ぼくの先生はフィーバー～世界一バージョン～             | 橋本淳     | 平尾昌晃  | 大坪直樹  |
| 2005年1月19日        | CD        | SECL-141  | 2         | ぼくの先生はフィーバー～世界一バージョン Remix～       | 橋本淳     | 平尾昌晃  | 大坪直樹  |
| 2005年1月19日        | CD        | SECL-141  | 3         | ぼくの先生はフィーバー                                 | 橋本淳     | 平尾昌晃  | 大坪直樹  |
| 2005年1月19日        | CD        | SECL-141  | 4         | ぼくの先生はフィーバー～世界一バージョン～（カラオケ） | -          | 平尾昌晃  | 大坪直樹  |

## 出演

### 映画
- 『金田一耕助の冒険』（1979年、角川春樹事務所） - ディスコで歌う少年歌手 役
- 『はだしのゲン PART3 ヒロシマのたたかい』（1980年、現代ぷろだくしょん） - 中岡元 役（主役）

### ドラマ
- 熱中時代 第1シリーズ 第10話「やって来たガキ大将」（1978年12月8日、日本テレビ） - 中島徹夫 役
- 大江戸捜査網（12ch）
  - 第289話「宿無し少年と女掏摸」（1979年5月26日） - 正太 役
  - 第318話「少年が明かす炎の殺人集団」（1979年12月15日） - 源太 役
- 弁護士かあさん （1979年、TBS） - 初見拓也 役（レギュラー）
- 遠山の金さん 第2シリーズ 第21話「女掏摸母子草」1979年7月19日、テレビ朝日） - 新太 役
- バトルフィーバーJ（第42話「電気人間愛の花火」1979年11月17日、テレビ朝日） - 関根弘 役

### バラエティ
- カックラキン大放送!! （1978年夏頃、日本テレビ） ゲスト（お笑いお茶の間劇場にて）
- ミュージック・ボンボン （1979年4月 - 8月、読売テレビ） レギュラー